# Roman Kosecki
Roman Jacek Kosecki (Piaseczno, Polonia, 15 de febrero de 1966) es un exfutbolista polaco que actuaba en la posición de delantero. Sin duda el partido de su vida fue el de la temporada 1993/1994, vistiendo la camiseta del Atlético de Madrid. Los rojiblancos se fueron al descanso perdiendo 0-3 tras una exhibición del genial delantero Romario. Pero en la segunda parte, Roman Kosecki le dio la vuelta al resultado marcando dos tantos además de dar la asistencia del cuarto gol a José Luis Pérez Caminero.

## Selección nacional
Fue internacional con la Selección de fútbol de Polonia en 69 ocasiones y marcó 19 goles.

## Clubes
| Club                  | País           | Año         |
| --------------------- | -------------- | ----------- |
| RKS Mirków            | Polonia        | 1982 - 1983 |
| RKS Ursus             | Polonia        | 1983 - 1986 |
| Gwardia Warszawa      | Polonia        | 1986 - 1988 |
| Legia de Varsovia     | Polonia        | 1988 - 1990 |
| Galatasaray SK        | Turquía        | 1990 - 1992 |
| Club Atlético Osasuna | España         | 1992 - 1993 |
| Atlético de Madrid    | España         | 1993 - 1995 |
| FC Nantes             | Francia        | 1995 - 1996 |
| Montpellier Hérault   | Francia        | 1996 - 1997 |
| Legia de Varsovia     | Polonia        | 1997 - 1998 |
| Chicago Fire          | Estados Unidos | 1998 - 1999 |

## Palmarés

### Campeonatos nacionales
| Título                   | Club              | País           | Año       |
| ------------------------ | ----------------- | -------------- | --------- |
| Copa de Polonia          | Legia de Varsovia | Polonia        | 1989      |
| Copa de Polonia          | Legia de Varsovia | Polonia        | 1990      |
| Copa de Turquía          | Galatasaray SK    | Turquía        | 1990 - 91 |
| Supercopa de Turquía     | Galatasaray SK    | Turquía        | 1990 - 91 |
| Copa de Polonia          | Legia de Varsovia | Polonia        | 1997      |
| Supercopa de Polonia     | Legia de Varsovia | Polonia        | 1997      |
| MLS Cup                  | Chicago Fire      | Estados Unidos | 1998      |
| Lamar Hunt U.S. Open Cup | Chicago Fire      | Estados Unidos | 1998      |